# Abbaye du Gard
L'abbaye du Gard est une ancienne abbaye cistercienne située sur le territoire de l'actuelle commune de Crouy-Saint-Pierre dans la Somme en Picardie.

## Histoire

### Fondation
Cette abbaye cistercienne, fille de Clairvaux, fut fondée en 1137 sur une terre du vidame d'Amiens, Gérard de Picquigny, par Meynard et douze moines venus de l'abbaye de Cherlieu. Son nom proviendrait du picard « warder » (garder) évoquant un point de passage gardé sur la Somme. En 1139, l'abbaye reçut la visite de Bernard de Clairvaux.

### L'abbaye dans la tourmente de la guerre de Cent Ans
En février 1191, l'abbaye du Gard fut placée sous la protection du roi Philippe Auguste qui la recommanda au bailli d'Amiens.
Au XIIIe siècle, l'abbé du Gard possédait un hôtel particulier à Abbeville puis à Amiens. Le 17 septembre 1358, l'abbé du Gard accusé d'avoir favorisé l'intrusion dans Amiens de partisans du roi de Navarre, Charles le Mauvais, fut arrêté, jugé, condamné à mort et décapité à Amiens ainsi que seize notables de la ville.
L'abbaye fut ruinée pendant la guerre de Cent Ans.
29 abbés réguliers se succédèrent à la tête de l'abbaye jusque 1518 date à laquelle l'abbaye fut placée sous le régime de la commende instauré par le concordat de Bologne de 1516.

### L'abbaye mise en commende
À partir de 1518, l'abbaye est placée sous le régime de la commende.
En 1657, Mazarin devient abbé commendataire de l'abbaye du Gard.
Au XVIIIe siècle, les moines doivent abattre le cloître et le dortoir, l'abbé commendataire Armand Jules de Rohan-Guémené approuvant le projet de reconstruction du prieur qui obtint à Clairvaux l'aval de l'abbaye-mère. La première pierre fut posée le 1er avril 1752 par monseigneur d'Orléans de La Motte, évêque d'Amiens. Les travaux furent financés par une importante coupe de bois.
Treize abbés commendataires se succédèrent à la tête de l'abbaye dont le plus célèbre fut Mazarin.

### Disparition de l'abbaye
En 1790, l'abbaye est déclarée bien national, puis vendue. Une partie des bâtiments est démolie par les acquéreurs, les terres sont mises en culture. L'église abbatiale tombe en ruine, son mobilier est acheté par plusieurs paroisses voisines : un autel, des confessionnaux, des lambris du chœur à Hangest-sur-Somme ; des sculptures à Crouy-Saint-Pierre.
29 abbés réguliers et 13 abbés commendataires s'étaient succédé à la tête de l'abbaye du Gard.

### Une renaissance chaotique de la vie religieuse auXIXesiècle
Sous la Restauration, des trappistes s'installèrent à l'abbaye de 1815 à 1845. En 1820, ils entreprirent de faire reconstruire la chapelle abbatiale. La première pierre fut posée le 29 juillet 1820 par monseigneur Marc Marie de Bombelles, évêque d'Amiens. Les travaux étaient achevés en 1824. En 1845, les trappistes quittèrent le Gard pour l'abbaye de Sept-Fons.
En 1848, l'abbaye fut achetée par les pères spiritains de François Libermann pour y loger des novices.
De 1856 à 1860, l'abbaye devint un orphelinat fondé par l'abbé Bosquillon de Jenlis .
De 1869 à 1906, des moniales chartreuses venues de  Sainte-Croix de Beauregard (Coublevie), et de Labastide-Saint-Pierre s'installent au Gard. La loi sur les congrégations les contraignit à quitter la France.
L'abbaye fut à nouveau vendue à des particuliers qui en cédèrent les matériaux et en ruinèrent une nouvelle fois les bâtiments . Ces derniers perdirent leur toiture et se retrouvèrent à ciel ouvert.

### Les Frères auxiliaires du clergé restaurent l'abbaye au XXe siècle
En 1963, un zoo est aménagé dans les ruines. 
En 1967, le Père Paul Dentin (1897-1980), fondateur de la congrégation des Frères auxiliaires du clergé décide d'y installer la maison-mère de son ordre et de restaurer le bâtiment abbatial. La toiture de ce bâtiment est reconstituée. L'édifice est à nouveau aménagé pour être habité.
Le Père Dentin, conseillé par l'architecte amiénois François Vasselle, obtient pour son œuvre le quatrième prix des chefs-d'œuvre en péril. L'abbaye ainsi restaurée devient un centre d'accueil et de prière. 
Les bâtiments de l'abbaye du Gard sont protégés au titre des monuments historiques : inscription par arrêté du 29 octobre 1969.
Au début du XXIe siècle, la maison-mère des Frères auxiliaires du clergé est transférée à Lyon. Les bâtiments de l'abbaye du Gard sont alors vendus le 22 novembre 2001 à un promoteur privé qui y crée une résidence divisée en 27 appartements de standing.

## Architecture et description
Outre le logis abbatial restauré, sont visibles aujourd'hui encore, la salle capitulaire, quelques éléments du cloître et les ruines de l'église abbatiale.

## Filiation et dépendances
L'abbaye du Gard est fille de Cherlieu et mère de Mont des Cats depuis 1826.

## Liste des abbés

### Abbés commendataires
- Fabio Brûlart de Sillery (1655-1714), évêque d'Avranches, puis évêque de Soissons (1692), membre de l'académie française, abbé de Notre-Dame de la Pelice, du Gard, de Saint-Basle de Verzy, ainsi que de Saint-Pierre de Chézy.